# Tsuno, Miyazaki
Tsuno (japanska: 都農町?, Tsuno-chō) är en landskommun (köping) i Miyazaki prefektur på ön Kyūshū i södra Japan. 